# Anne Chopinet
Pour les articles homonymes, voir Chopinet.
Anne Chopinet, née le 12 septembre 1953 à Paris, est une ingénieure française. Elle est l'une des sept premières femmes entrées à l'École polytechnique, en 1972, première du classement cette année-là.

## Biographie

### Enfance et études
Elle grandit à Paris dans une famille de six enfants dont le père est ingénieur et le grand-père polytechnicien.
Elle fait ses études secondaires au lycée Jules-Ferry, à Paris. Les classes préparatoires scientifiques  n'existant pas à Jules-Ferry, elle les effectue au lycée Condorcet.
En 1972, elle intègre l'École polytechnique(X 1972). Avant cette date, seuls les hommes y étaient admis. L'une des sept premières femmes et major d'entrée, elle devient très vite et demeure en France un symbole de l'avancée de la condition féminine. Elle porte l'étendard de l'École, lors du défilé militaire du 14 Juillet, sur les Champs-Élysées, en 1973,, malgré les réticences de la hiérarchie militaire de l'école. Les nouveaux uniformes féminins sont dessinés par le couturier Pierre Cardin et comportent une jupe et des souliers plats, ainsi qu'un tricorne jusqu'à la promotion 1993 (les femmes de la promotion 1994 ont demandé à porter un bicorne comme les hommes, et depuis l'uniforme féminin a été modifié).
En 1985, elle prend part à la création des bourses de la vocation scientifique et technique des femmes. Il s'agissait de prix décernés par le ministère des Affaires sociales, qui récompensaient cinquante lycéennes (élèves de classe de première et de terminale) ; en 1990, ils récompensent désormais cinq cents lycéennes (uniquement les classes de terminale).

### Carrière
Elle devient ensuite ingénieure du corps des mines, destination traditionnelle des élèves les mieux classés à la sortie de l'École. Elle travaille quatre ans au ministère de l'Industrie (chargée des questions minières), quatre autres à celui du Budget, alors que Jacques Chirac est Premier ministre. Elle est conseillère technique d'Alain Juppé, ministre du Budget, pendant deux ans (1986-1988). En juin 1988, elle devient la première femme secrétaire générale au CNES, ; elle y reste trois ans. Elle travaille ensuite durant quatre ans dans le secteur privé, chez Alsthom.
À partir de 1995, elle est conseillère technique auprès du président de la République Jacques Chirac jusqu’en mai 2000.
Elle a présidé BIPE Association de 2002 à 2010.
Elle a présidé l'Entreprise de recherches et d'activités pétrolières (ERAP). En 2016, elle supervise les recherches pétrolières et minières au ministère de l'Économie.
Elle est aujourd'hui vice-présidente du Secours catholique et présidente de la Maison Bakhita.

### Vie privée
Elle se marie avec l'architecte Jean-Marie Duthilleul (également polytechnicien dans sa promotion). Elle est mère de cinq enfants (Antoine, Jean-Baptiste, Marie, Thomas et Mathieu). Ils ont tous suivi des études d'ingénieur, deux deviennent architectes et l'un prêtre.

## Distinctions
Chevalier de la Légion d'honneur

 Officier de l'ordre national du Mérite